# Пуринова нуклеозидфосфорилаза
Пуринова нуклеозидфосфорилаза (англ. Purine nucleoside phosphorylase) – білок, який кодується геном PNP, розташованим у людей на короткому плечі 14-ї хромосоми.  Довжина поліпептидного ланцюга білка становить 289 амінокислот, а молекулярна маса — 32 118.
| 10         |  | 20         |  | 30         |  | 40         |  | 50         |
| ---------- |  | ---------- |  | ---------- |  | ---------- |  | ---------- |
| MENGYTYEDY |  | KNTAEWLLSH |  | TKHRPQVAII |  | CGSGLGGLTD |  | KLTQAQIFDY |
| GEIPNFPRST |  | VPGHAGRLVF |  | GFLNGRACVM |  | MQGRFHMYEG |  | YPLWKVTFPV |
| RVFHLLGVDT |  | LVVTNAAGGL |  | NPKFEVGDIM |  | LIRDHINLPG |  | FSGQNPLRGP |
| NDERFGDRFP |  | AMSDAYDRTM |  | RQRALSTWKQ |  | MGEQRELQEG |  | TYVMVAGPSF |
| ETVAECRVLQ |  | KLGADAVGMS |  | TVPEVIVARH |  | CGLRVFGFSL |  | ITNKVIMDYE |
| SLEKANHEEV |  | LAAGKQAAQK |  | LEQFVSILMA |  | SIPLPDKAS  |  |            |

A: Аланін

C: Цистеїн

D: Аспарагінова кислота

E: Глутамінова кислота

F: Фенілаланін

G: Гліцин

H: Гістидин

I: Ізолейцин

K: Лізин

L: Лейцин

M: Метіонін

N: Аспарагін

P: Пролін

Q: Глутамін

R: Аргінін

S: Серин

T: Треонін

V: Валін

W: Триптофан

Цей білок за функціями належить до трансфераз, глікозилтрансфераз. 
Локалізований у цитоплазмі, цитоскелеті.